# Назаров, Эдуард Васильевич
Эдуа́рд Васи́льевич Наза́ров (23 ноября 1941, Москва — 11 сентября 2016, Москва) — советский и российский мультипликатор, режиссёр, художник, сценарист и актёр озвучивания. Создатель мультфильма «Жил-был пёс». Народный артист Российской Федерации (2012). Лауреат Государственной премии РСФСР имени братьев Васильевых (1988). Лауреат премии Президента Российской Федерации в области литературы и искусства за произведения для детей и юношества (2014).

## Биография

### Детство и образование
Предки Назарова были родом из сельской местности Брянской губернии, где, в частности, проживали его тётки, одна из которых, по словам Юрия Норштейна, воспитала в Назарове талант рассказчика. Его родители встретились в Москве будучи студентами: мать училась в Торфяном, отец — в Гидрометеорологическом институте. Появился на свет 23 ноября 1941 в бомбоубежище в самый разгар Битвы за Москву. С детства увлёкся рисованием. С Норштейном его свела судьба ещё в девятом классе; вместе они занимались в художественной школе под руководством В. И. Апановича.
С 1959 года работал на «Союзмультфильме». Не успев подать документы на подготовительные курсы мультипликаторов, поступил на курсы художников-прорисовщиков при студии, где, по собственному признанию, проучился «дня два или три», после чего перешёл в группу Бориса Степанцева. Первой работой Назарова стал «Мурзилка на спутнике».
Вскоре его призвали в армию. Отслужив три с половиной года в группе советских войск в ГДР, вернулся на студию и продолжил работать прорисовщиком, параллельно осваивая профессию мультипликатора. В 23 года дебютировал в качестве ассистента Михаила Цехановского на его картине «Почта», однако был вычеркнут из титров за то, что пошёл сдавать вступительный экзамен в Строгановское художественно-промышленное училище, которое впоследствии окончил.
В 1965 году был принят в группу Фёдора Хитрука в качестве ассистента художника-постановщика Сергея Алимова для работы над фильмом «Каникулы Бонифация». Участвовал в создании большинства картин Хитрука сначала как художник, затем — как художник-постановщик; в частности, Назаров придумал образ Винни-Пуха для одноимённого мультфильма. Также в составе группы создал мультипликационные вставки для ряда художественных фильмов.
С 1973 года работал самостоятельно в качестве режиссёра. Поставил восемь короткометражных картин, часто совмещая функции художника-постановщика, мультипликатора, сценариста и актёра озвучивания. Входил в состав художественного совета «Союзмультфильма». Уже перестроечную обстановку на студии он называл «чем-то средним между изолятором с удушливыми выхлопами и „Раковым корпусом“» и работать там, согласно Норштейну, физически не мог.
Также занимался оформлением книг и журналов: «Квант», «Весёлые картинки», «Мурзилка», «Химия и жизнь», «Знание — сила», «Миша» и других.
С 1979 по 2000 год преподавал на Высших курсах сценаристов и режиссёров. В 1993 году организовал школу-студию мультипликаторов-режиссёров «ШАР» совместно с Андреем Хржановским, Фёдором Хитруком, Юрием Норштейном.
Соавтор и ведущий телепрограмм «Анимация от А до Я» (1996—98, REN-TV), «Мир анимации или анимации мира» (1999—2001), снимался в документальных сериалах «Союзмультфильм — сказки и были» (серия «Весёлые сказки о грустном», 2003), «Фабрика чудес» (серия «Художник-постановщик», 2006), «Невесомая жизнь» (2006), документальном фильме «Русская магия» (2004).
С 1991 года — президент (с Давидом Черкасским) Международного Фестиваля Мультипликационных фильмов «КРОК». Вице-президент АСИФА с 1987 по 1999 год. Вместе с Юрием Норштейном участвовал в проекте Юрия Красного по созданию мультипликационного фильма на основе рисунков детей-инвалидов. С 2004 года был председателем худсовета студии «Пилот», а после смерти Александра Татарского в августе 2007 года занял пост художественного директора. Участвовал в создании цикла «Гора самоцветов» в качестве художественного руководителя, сценариста и актёра; кроме того, сам поставил несколько фильмов, впервые с 1987 года.
Лауреат Государственной премии РСФСР (1988); Премии Президента Российской Федерации в области литературы и искусства за произведения для детей и юношества (2014). В 2012 году на XVII церемонии Открытого фестиваля в Суздале его мультфильм «Жил-был пёс» (1982) возглавил сотню лучших отечественных мультфильмов по мнению ста профессионалов индустрии.

### Болезнь и смерть
Режиссёр продолжительное время испытывал проблемы с сосудами, страдал от диабета и незадолго перед смертью пережил ампутацию ноги.
Скончался 11 сентября 2016 года в Москве на 75-м году жизни. Церемония прощания с мультипликатором прошла 14 сентября 2016 года в Доме кино. Был похоронен на Ваганьковском кладбище (участок № 43).

### Семья
Жена — Татьяна Петровна Лытко (1944—2022) — ассистент режиссёра на киностудии «Союзмультфильм». Похоронена рядом с супругом.

## Награды и премии
- Заслуженный деятель искусств РСФСР (17 июня 1991) — за заслуги в области советского киноискусства[16]
- Народный артист Российской Федерации (21 марта 2012) — за большие заслуги в области кинематографического, музыкального, театрального, хореографического и циркового искусства[17][18][19]
- Государственная премия РСФСР имени братьев Васильевых (20 декабря 1988) — за мультипликационные фильмы «Жил-был пёс», «Путешествие муравья», «Про Сидорова Вову» производства киностудии «Союзмультфильм»[20]
- Премия Президента Российской Федерации в области литературы и искусства за произведения для детей и юношества (20 марта 2014) — за вклад в развитие отечественного анимационного кино[9]

## Призы на фестивалях
- «Охота» (1979)
  - На III МКФ мультфильмов в Эшпинью (Португалия, 1980)
  - На МКФ в Уэске (Испания, 1980)

- «Жил-был пёс» (1982)
  - Специальный приз жюри на Международных днях мультипликационного кино в Аннеси (Франция, 1983)
  - Приз на МКФ молодых режиссёров в Туре (Франция, 1983)
  - Первый приз на V МКФ сказочных фильмов в Оденсе (Дания, 1983)

- «Путешествие муравья» (1983)
  - Первый приз в категории детских фильмов на VI Всемирном фестивале мультипликационных фильмов в Загребе (Югославия, 1984)

- «Про Сидорова Вову» (1985)
  - Приз на 19-м Всесоюзном кинофестивале (1986)

- «Мартынко» (1987)
  - Официальный выбор на международном фестивале в Шанхае (Китай, 1988)

## Фильмография
Режиссёр
- Равновесие страха (1973)
- Бегемотик — Весёлая карусель № 7 (1975)
- Принцесса и людоед — Весёлая карусель № 9 (1977)
- Охота (1979)
- Жил-был пёс (1982)
- Путешествие муравья (1983)
- Про Сидорова Вову (1985)
- Мартынко (1987)
- Гора самоцветов. Козья хатка (2009)
- Гора самоцветов. Колобок (2012)
- Гора самоцветов. Представьте себе (2013)

Сценарист
- Бегемотик — Весёлая карусель № 7 (1975)
- Принцесса и людоед — Весёлая карусель № 9 (1977)
- Охота (1979)
- Жил-был пёс (1982)
- Путешествие муравья (1983)
- Про Сидорова Вову (1985)
- Мартынко (1987)
- Гора самоцветов. Не скажу! (2006)
- Гора самоцветов. Непослушный медвежонок (2006)
- Гора самоцветов. Заяц-слуга (2007)
- Гора самоцветов. Глинька (2008)
- Гора самоцветов. Про Василия Блаженного (2008)
- Гора самоцветов. Про Степана-кузнеца (2008)
- Гора самоцветов. Колобок (2012)
- Гора самоцветов. Представьте себе (2013)

Художник-постановщик
- С кем поведёшься (1967)
- Зигзаг удачи (1968) (мультипликационная вставка)
- Винни-Пух (1969)
- Внимание! Волки! (1970)
- Винни-Пух идёт в гости (1971)
- Винни-Пух и день забот (1972)
- Остров (1973)
- Любить человека (1973) (мультипликационная вставка)
- Равновесие страха (1973)
- Дарю тебе звезду (1974)
- Бегство мистера Мак-Кинли (1975) (мультипликационная вставка)
- Икар и мудрецы (1976)
- Жил-был пёс (1982)
- Путешествие муравья (1983)
- Про Сидорова Вову (1985)
- Фонд правовых реформ. Катастрофа (1998)
- Фонд правовых реформ. Клубок пряжи (1998)
- Фонд правовых реформ. Кошачье пение (1998)
- Фонд правовых реформ. Коврик (1998)
- Фонд правовых реформ. Нужда (1998)
- Фонд правовых реформ. Бинокль (1998)
- Фонд правовых реформ. Весы (1998)
- Фонд правовых реформ. Ракета (1998)
- Фонд правовых реформ. Шишки и плюшки (1998)
- Фонд правовых реформ. Санки (1998)

Художник-мультипликатор
- Каникулы Бонифация (1965)
- Человек в рамке (1966)

Ассистент художника
- Рикки-Тикки-Тави (1965)
- Каникулы Бонифация (1965)
- Человек в рамке (1966)
- Шпионские страсти (1967)
- Фильм, фильм, фильм (1968)

Художественный руководитель
- Гагарин (1994)
- Аттракцион (1995)
- Гора самоцветов

Актёр озвучивания
- Колумб причаливает к берегу (1967) — весельчак Вилли, большинство мужских ролей
- Шпионские страсти (1967) — все роли (кроме Куки Воробьёва) (не указан в титрах)[21]
- Только для взрослых (выпуск первый) (1971) — оформление шумов
- Остров (1973) — все роли (не указан в титрах)
- Ограбление по… (1978) — Луи де Фюнес / Марио Бриндизи (в титрах указан как Д. Джерманетто)[21]
- Приключения капитана Врунгеля (1979) — капитан «Чёрной Каракатицы»
- Путешествие муравья (1983) — все роли (не указан в титрах)[21]
- Возвращение блудного попугая (выпуск 1) (1984) — Кот (не указан в титрах)[21]
- Про Сидорова Вову (1985) — дед
- Мартынко (1987) — царь / эпизодические мужские роли
- Кот, который умел петь (1988) — эпизодические мужские роли
- Странник (1995) — голосовые эффекты
- Фердинанд VIII (1995) — читает эпиграф в начале / голосовые эффекты
- Букашки (2002) — исполнение песни в титрах
- Гора самоцветов. Про Ивана-дурака (2004) — царь / толстопузый жених
- Гора самоцветов. Жадная мельничиха (2004) — мельник
- Гора самоцветов. Не скажу! (2006) — отец Ивана / орёл / один из стариков
- Гора самоцветов. Гордый мыш (2007) — все роли
- Гора самоцветов. Про Василия Блаженного (2008) — царский служащий, выгоняющий из дворца сердитых мужиков
- Маша и Медведь (2009) — Медведь / Дед Мороз (серия «Раз, два, три, ёлочка — гори!»)
- Сказ хотанского ковра (2012) — Лис
- Современные сказки мира. Кот и мышь (2015) — Кот

Закадровый текст
- Как казаки мушкетёрам помогали (1979)
- Жил-был пёс (1982)
- Наваждение Родамуса Кверка (1983)
- Мартынко (1987)
- Школа изящных искусств. Пейзаж с можжевельником (1987)
- Кот, который умел петь (1988)
- Школа изящных искусств. Возвращение (1990)
- Гора самоцветов. Про барана и козла (2004)
- Гора самоцветов. Про Василия Блаженного (2008)